# La presa di Macallè
La presa di Macallè è un romanzo di Andrea Camilleri, ambientato nel 1935, durante la guerra d'Etiopia.
È scritto nello stile usuale di Camilleri, che mescola italiano e siciliano reinventato.
Narra la storia tragica e grottesca di Michelino, un bambino vittima della propaganda fascista e dell'indottrinamento cattolico.

## Personaggi
- Michelino Sterlini: Un bambino di sei anni. Provvisto di un pene superdotato per la sua età. Appassionato di armi e battaglie, è facile preda della propaganda fascista.
- Gherlando Sterlini: Padre di Michelino, segretario politico del paese.
- Ernestina: madre di Michelino.
- Marietta Ardigò: cugina di Michelino. È innamorata di Balduzzo, ma ha desideri impuri nei confronti di Michelino.
- Ubaldo Cuccurullo detto Balduzzo: innamorato di Marietta. Sta facendo servizio militare nella guerra di Abissinia.
- padre Burruano: il prete che insegna catechismo a Michelino. Ha una relazione sessuale con la madre di Michelino.
- Olimpio Gorgerino: professore di matematica. Dà lezioni private a Michelino e ne approfitta per abusarne sessualmente.
- Totò Maraventano: sarto comunista. Viene regolarmente arrestato e picchiato dai fascisti.
- Alfio Maraventano: figlio di Totò. A scuola viene regolarmente discriminato a causa delle idee politiche di suo padre.
- Romilda Pancucci: seconda insegnante privata di Michelino. È zitella e vive con la sorella moribonda.

## Trama

### Uno
Michelino è un bambino di sei anni.
Il padre tradisce la madre con la serva; quando la madre lo scopre i due si separano e Michelino deve vivere con gli zii per alcuni giorni.
Dorme con la cugina Marietta, che scopre in quest'occasione che Michilino è provvisto di un pene sbalorditivo.
Quando i genitori si riappacificano, Michelino ritorna a casa.
Michelino ha fantasie in cui si immedesima in Buffalo Bill che combatte gli indiani o immagina di fare guerra agli abissini. In una di queste fantasticherie massacra un cane con un coltello.
Marietta è innamorata di Balduzzo, che sta facendo il militare.
Quando ritorna per una licenza, la convince a fare del sesso con lui, promettendole che la sposerà se dovesse restare incinta.

### Due
Michelino comincia ad andare a catechismo e a scuola.
Fraintende ampiamente i precetti religiosi e, influenzato dalla retorica anti-abissina fascista, vandalizza la statua di San Calogero perché rappresentato come un nero.
Nel frattempo la madre ha una relazione illecita con il parroco padre Burruano.
A scuola dimostra di saper già leggere e scrivere e di aver assorbito la propaganda fascista.
Quindi il padre decide di mandarlo a lezione privata dal professor Olimpio Gorgerino, il quale ne abusa sessualmente con la scusa di insegnargli i costumi degli antichi spartani.

### Tre
Un'amica della madre, Clementina Sucato, cerca di approfittare pure lei sessualmente di Michelino.
Quando la madre la scopre, scaccia l'amica violentemente.
Anche la pedofilia del professor Gorgerino viene scoperta dal padre di Michelino, che picchia il professore e gli impone di dare le dimissioni e lasciare il paese.
Michelino viene mandato a lezione dalla maestra Pancucci assieme a Totò Prestipino, un ragazzo più vecchio di due anni ma scolasticamente ritardato.
Nel frattempo, Balduzzo viene ucciso durante la battaglia di Macallè.
Al sabato fascista viene messa in scena una ricostruzione della battaglia, interpretata dai giovani balilla.
Michelino fa la parte di un soldato italiano, mentre Alfio Maraventano fa l'abissino.
Si scontrano, Alfio ha la meglio e Michelino preso dalla rabbia si ripromette di ucciderlo.

### Quattro
Michelino scopre dove vivono i Maraventano, non lontano dalla casa della maestra Pancucci.
La sartoria ha la porta sempre aperta e Alfio fa i compiti su un tavolino volgendo la schiena all'entrata.
Un giorno Michelino lo assalta e gli pianta la baionetta di balilla in gola, lasciandolo moribondo.
La polizia attribuisce la responsabilità dell'assassinio al padre di Alfio.

### Cinque
Alfio Maraventano finisce in ospedale, dove muore, poco dopo di tetano, con grande sollievo di Michelino che temeva di "dover rifare il lavoro daccapo".
Un giorno Michelino va al cinema da solo e viene abbordato da un uomo che vorrebbe masturbarlo, come è solito fare ai ragazzini di quel cinema, ma Michelino, seccato dalle sue avances, lo pugnala ad una mano con un temperino.
La madre di Michelino continua la sua relazione con padre Burruano, senza prendere molte precauzioni.
Un giorno, tornato da lezione in anticipo, Michelino li scopre, ma non capisce cosa stiano facendo.
Michelino, dopo avere seguito un corso di preparazione, fa la cresima.
Lo zelo religioso, mescolato all'ideologia fascista, lo prende sempre di più e comincia a illudersi che Gesù gli parli direttamente e lo incoraggi a diventare un soldato di Cristo e di Mussolini.

### Sei
I genitori si separano e Michelino viene mandato ad abitare a casa degli zii, dove rinnova l'ambigua amicizia con la cugina Marietta.
A lui viene detto che la madre è andata a vivere con i nonni perché non sta bene.
Padre Burruano finisce all'ospedale, duramente picchiato dal padre di Michelino, ma racconta di essere caduto.
Michelino ritorna a casa con il padre e Marietta viene ad abitare con loro per badare alla casa.
Ispirato dal racconto Dagli Appennini alle Ande del libro Cuore di Edmondo De Amicis Michelino scappa di casa con l'intenzione di trovare la madre dai nonni.
Per strada viene fermato da due tredicenni che lo vogliono derubare, ma ferisce uno dei due col temperino e li fa fuggire.
Trovato un passaggio, arriva dai nonni, ma la madre non c'è: È in ospedale a Palermo.
Il nonno lo riporta a casa. Il padre passerà la notte fuori e Marietta ubriaca, mentre si masturba, induce Michelino, attirato nella camera da letto dai suoi gemiti, a mettersi a cavalcioni su di lei mentre raggiunge l'apice del piacere.

### Sette
Michelino passa il Natale dai nonni paterni, ma è triste per l'assenza di sua madre.
A capodanno, dopo la mezzanotte, il padre va a giocare a carte al circolo.
Marietta è ubriaca, scopre che Michelino ha un'erezione ogni volta che sente un discorso del duce. Questa volta l'erezione è particolarmente potente e non accenna a passare, e Michelino insiste con Marietta affinché lei plachi la sua erezione. Marietta infine cede e trascorre una lunga notte di sesso con Michelino, raggiungendo orgasmi multipli. In seguito, metterà su un disco con una registrazione di Mussolini e approfitterà sessualmente di Michelino.
Quando Michelino interroga Marietta su ciò che hanno fatto, viene a sapere che la madre ha avuto una relazione illecita con padre Burruano.
Non vuole credere che la madre sia una peccatrice e i rapporti con Marietta si guastano.

### Otto
Michelino si convince che Marietta è un diavolo e che sia lui che la madre saranno dannati.
Chiede a Gesù di perdonare la madre e come sacrificio tenta il suicidio accoltellandosi con il suo temperino.
Si salva e tutti credono che si sia ferito cadendo su un chiodo.
Le sue ossessioni religiose e fasciste diventano più forti.
Marietta e il padre di Michelino cominciano una relazione.
Michelino, in preda a visioni stimolate dalla febbre, decide di liberarsi del diavolo.
Entra nella camera dove i due stanno dormendo dopo aver fatto l'amore.
Li uccide entrambi con la sua baionetta di balilla, dà fuoco alla casa e si getta nelle fiamme.

## Edizioni
- Andrea Camilleri, La presa di Macallè, Prima ed., collana La memoria, Sellerio, 2003,  pp. 274, cap. Otto, ISBN 88-389-1896-1.